# Collegio di Crawley
Crawley è un collegio elettorale inglese situato nel West Sussex rappresentato alla camera dei Comuni del parlamento del Regno Unito. Elegge un membro del parlamento con il sistema maggioritario a turno unico; l'attuale parlamentare è Peter Lamb del Partito Laburista, che rappresenta il collegio dal 2024.

## Estensione
- 1983-1997: il Borough di Crawley e i ward del distretto di Mid Sussex di Balcombe, Copthorne and Worth, Crawley Down, Slaugham e Turners Hill.
- dal 1997: il Borough di Crawley.

Il collegio copre l'intera città di Crawley, nel West Sussex, e comprende l'Aeroporto di Londra-Gatwick. Crawley confina con Horsham nella stessa contea su tutti i lati ad eccezione della parte nord, dove confina con East Surrey.
La Boundary Commission for England analizzò l'incremento della popolazione e propose cambiamenti per le elezioni generali del 2010, ed oggi pertanto il collegio è identico all'estensione del borough.

## Storia
Prima delle elezioni generali del 1983 Crawley aveva fatto parte di Horsham and Crawley, Horsham e Horsham and Worthing, in diversi momenti. A causa della crescita di Crawley, che passò dall'essere una piccola cittadina ad una città durante gli anni '60 e '70, la Boundary Commission decise di separarla da Horsham nel 1983 e di creare un nuovo collegio. Le maggioranze laburiste del 1997 e 2001 resero il collegio un seggio sicuro per il partito, ma la natura talvolta volatile degli elettori, specialmente nel Sud Est, resero il collegio contendibile nel 2005, dove i laburisti vinsero con un vantaggio di soli 37 voti, il che rese il collegio di Crawley il più conteso del Regno Unito. Le elezioni generali del 2010 videro Henry Smith conquistare il collegio al terzo tentativo, battendo il candidato laburista Oxlade di 5.928 voti. Smith incrementò il proprio vantaggio alle elezioni del 2015 fino a 6.526, ma il numero venne ridotto alle elezioni del 2017 a 2.459 voti di vantaggio.

## Membri del parlamento
| Elezione | Elezione | Deputato        | Partito      |
| -------- | -------- | --------------- | ------------ |
|          | 1983     | Nicholas Soames | Conservatore |
|          | 1997     | Laura Moffatt   | Laburista    |
|          | 2010     | Henry Smith     | Conservatore |
|          | 2024     | Peter Lamb      | Laburista    |

## Elezioni

### Elezioni negli anni 2020
| Partito                    | Partito                                           | Candidato                  | Risultati 4 luglio 2024 | Risultati 4 luglio 2024 |
| Partito                    | Partito                                           | Candidato                  | Voti                    | %                       |
| -------------------------- | ------------------------------------------------- | -------------------------- | ----------------------- | ----------------------- |
|                            | Laburista                                         | Peter Lamb                 | 17 453                  | 38,24                   |
|                            | Conservatore                                      | Zack Ali                   | 12 218                  | 26,77                   |
|                            | Reform UK                                         | Tim Charters               | 8 447                   | 18,51                   |
|                            | Verdi                                             | Iain Dickson               | 2 621                   | 5,74                    |
|                            | Workers                                           | Linda Bamieh               | 2 407                   | 5,27                    |
|                            | Lib Dem                                           | Lee Gibbs                  | 2 205                   | 4,83                    |
|                            | TUSC                                              | Robin Burnham              | 153                     | 0,34                    |
|                            | Heritage                                          | Dan Weir                   | 138                     | 0,30                    |
|                            |                                                   |                            |                         |                         |
| Iscritti                   | Iscritti                                          | Iscritti                   | 76 575                  | 100,00                  |
| ↳ Votanti (% su iscritti)  | ↳ Votanti (% su iscritti)                         | ↳ Votanti (% su iscritti)  | 45 642                  | 59,60                   |
| ↳ Astenuti (% su iscritti) | ↳ Astenuti (% su iscritti)                        | ↳ Astenuti (% su iscritti) | 30 933                  | 40,40                   |
|                            |                                                   |                            |                         |                         |
|                            | Esito: collegio passa da Conservatore a Laburista |                            |                         |                         |

### Elezioni negli anni 2010
| Partito                    | Partito                                   | Candidato                  | Risultati 12 dicembre 2019 | Risultati 12 dicembre 2019 |
| Partito                    | Partito                                   | Candidato                  | Voti                       | %                          |
| -------------------------- | ----------------------------------------- | -------------------------- | -------------------------- | -------------------------- |
|                            | Conservatore                              | Henry Smith                | 27 040                     | 54,19                      |
|                            | Laburista                                 | Peter Lamb                 | 18 680                     | 37,44                      |
|                            | Lib Dem                                   | Khalil Yousuf              | 2 728                      | 5,47                       |
|                            | Verdi                                     | Iain Dickson               | 1 451                      | 2,91                       |
|                            |                                           |                            |                            |                            |
| Iscritti                   | Iscritti                                  | Iscritti                   | 74 207                     | 100,00                     |
| ↳ Votanti (% su iscritti)  | ↳ Votanti (% su iscritti)                 | ↳ Votanti (% su iscritti)  | 49 899                     | 67,24                      |
| ↳ Astenuti (% su iscritti) | ↳ Astenuti (% su iscritti)                | ↳ Astenuti (% su iscritti) | 24 308                     | 32,76                      |
|                            |                                           |                            |                            |                            |
|                            | Esito: collegio confermato a Conservatore |                            |                            |                            |

| Partito                    | Partito                                   | Candidato                  | Risultati 8 giugno 2017 | Risultati 8 giugno 2017 |
| Partito                    | Partito                                   | Candidato                  | Voti                    | %                       |
| -------------------------- | ----------------------------------------- | -------------------------- | ----------------------- | ----------------------- |
|                            | Conservatore                              | Henry Smith                | 25 426                  | 50,58                   |
|                            | Laburista                                 | Tim Lunnon                 | 22 969                  | 45,69                   |
|                            | Lib Dem                                   | Marko Scepanovic           | 1 878                   | 3,74                    |
|                            |                                           |                            |                         |                         |
| Iscritti                   | Iscritti                                  | Iscritti                   | 73 391                  | 100,00                  |
| ↳ Votanti (% su iscritti)  | ↳ Votanti (% su iscritti)                 | ↳ Votanti (% su iscritti)  | 50 273                  | 68,50                   |
| ↳ Astenuti (% su iscritti) | ↳ Astenuti (% su iscritti)                | ↳ Astenuti (% su iscritti) | 23 118                  | 31,50                   |
|                            |                                           |                            |                         |                         |
|                            | Esito: collegio confermato a Conservatore |                            |                         |                         |

| Partito                    | Partito                                   | Candidato                  | Risultati 7 maggio 2015 | Risultati 7 maggio 2015 |
| Partito                    | Partito                                   | Candidato                  | Voti                    | %                       |
| -------------------------- | ----------------------------------------- | -------------------------- | ----------------------- | ----------------------- |
|                            | Conservatore                              | Henry Smith                | 22 829                  | 47,02                   |
|                            | Laburista                                 | Chris Oxlade               | 16 303                  | 33,58                   |
|                            | UKIP                                      | Christopher Brown          | 6 979                   | 14,37                   |
|                            | Lib Dem                                   | Sarah Osborne              | 1 339                   | 2,76                    |
|                            | Verdi                                     | Guy Hudson                 | 1 100                   | 2,27                    |
|                            |                                           |                            |                         |                         |
| Iscritti                   | Iscritti                                  | Iscritti                   | 73 896                  | 100,00                  |
| ↳ Votanti (% su iscritti)  | ↳ Votanti (% su iscritti)                 | ↳ Votanti (% su iscritti)  | 48 550                  | 65,70                   |
| ↳ Astenuti (% su iscritti) | ↳ Astenuti (% su iscritti)                | ↳ Astenuti (% su iscritti) | 25 346                  | 34,30                   |
|                            |                                           |                            |                         |                         |
|                            | Esito: collegio confermato a Conservatore |                            |                         |                         |

| Partito                    | Partito                                           | Candidato                  | Risultati 6 maggio 2010 | Risultati 6 maggio 2010 |
| Partito                    | Partito                                           | Candidato                  | Voti                    | %                       |
| -------------------------- | ------------------------------------------------- | -------------------------- | ----------------------- | ----------------------- |
|                            | Conservatore                                      | Henry Smith                | 21 264                  | 44,76                   |
|                            | Laburista                                         | Chris Oxlade               | 15 336                  | 32,28                   |
|                            | Lib Dem                                           | John Vincent               | 6 844                   | 14,41                   |
|                            | BNP                                               | Richard Trower             | 1 672                   | 3,52                    |
|                            | UKIP                                              | Chris French               | 1 382                   | 2,91                    |
|                            | Verdi                                             | Phil Smith                 | 598                     | 1,26                    |
|                            | Justice Party                                     | Arshad Khan                | 265                     | 0,56                    |
|                            | Indipendente                                      | Andrew Hubner              | 143                     | 0,30                    |
|                            |                                                   |                            |                         |                         |
| Iscritti                   | Iscritti                                          | Iscritti                   | 72 747                  | 100,00                  |
| ↳ Votanti (% su iscritti)  | ↳ Votanti (% su iscritti)                         | ↳ Votanti (% su iscritti)  | 47 504                  | 65,30                   |
| ↳ Astenuti (% su iscritti) | ↳ Astenuti (% su iscritti)                        | ↳ Astenuti (% su iscritti) | 25 243                  | 34,70                   |
|                            |                                                   |                            |                         |                         |
|                            | Esito: collegio passa da Laburista a Conservatore |                            |                         |                         |

### Elezioni negli anni 2000
| Partito                    | Partito                                              | Candidato                  | Risultati 5 maggio 2005 | Risultati 5 maggio 2005 |
| Partito                    | Partito                                              | Candidato                  | Voti                    | %                       |
| -------------------------- | ---------------------------------------------------- | -------------------------- | ----------------------- | ----------------------- |
|                            | Laburista                                            | Laura Moffatt              | 16 411                  | 39,10                   |
|                            | Conservatore                                         | Henry Smith                | 16 374                  | 39,01                   |
|                            | Lib Dem                                              | Rupert Sheard              | 6 503                   | 15,49                   |
|                            | BNP                                                  | Richard Trower             | 1 277                   | 3,04                    |
|                            | UKIP                                                 | Ronald Walters             | 935                     | 2,23                    |
|                            | Democratic Socialist Alliance - People Before Profit | Robin Burnham              | 263                     | 0,63                    |
|                            | Justice Party                                        | Arshad Khan                | 210                     | 0,50                    |
|                            |                                                      |                            |                         |                         |
| Iscritti                   | Iscritti                                             | Iscritti                   | 71 871                  | 100,00                  |
| ↳ Votanti (% su iscritti)  | ↳ Votanti (% su iscritti)                            | ↳ Votanti (% su iscritti)  | 41 973                  | 58,40                   |
| ↳ Astenuti (% su iscritti) | ↳ Astenuti (% su iscritti)                           | ↳ Astenuti (% su iscritti) | 29 898                  | 41,60                   |
|                            |                                                      |                            |                         |                         |
|                            | Esito: collegio confermato a Laburista               |                            |                         |                         |

| Partito                    | Partito                                | Candidato                  | Risultati 7 giugno 2001 | Risultati 7 giugno 2001 |
| Partito                    | Partito                                | Candidato                  | Voti                    | %                       |
| -------------------------- | -------------------------------------- | -------------------------- | ----------------------- | ----------------------- |
|                            | Laburista                              | Laura Moffatt              | 19 477                  | 49,30                   |
|                            | Conservatore                           | Henry Smith                | 12 718                  | 32,19                   |
|                            | Lib Dem                                | Linda Seekings             | 5 009                   | 12,68                   |
|                            | UKIP                                   | Brian Galloway             | 1 137                   | 2,88                    |
|                            | Monster Raving Loony                   | Claire Staniford           | 383                     | 0,97                    |
|                            | Justice Party                          | Arshad Khan                | 271                     | 0,69                    |
|                            | Laburista Socialista                   | Karl Stewart               | 260                     | 0,66                    |
|                            | Alleanza Socialista                    | Muriel Hirsch              | 251                     | 0,64                    |
|                            |                                        |                            |                         |                         |
| Iscritti                   | Iscritti                               | Iscritti                   | 71 588                  | 100,00                  |
| ↳ Votanti (% su iscritti)  | ↳ Votanti (% su iscritti)              | ↳ Votanti (% su iscritti)  | 39 517                  | 55,20                   |
| ↳ Astenuti (% su iscritti) | ↳ Astenuti (% su iscritti)             | ↳ Astenuti (% su iscritti) | 32 071                  | 44,80                   |
|                            |                                        |                            |                         |                         |
|                            | Esito: collegio confermato a Laburista |                            |                         |                         |

## Risultati dei referendum

### Referendum sulla permanenza del Regno Unito nell'Unione europea del 2016
|             | Collegio    | Lasciare UE % | Rimanere in UE % |
| ----------- | ----------- | ------------- | ---------------- |
|             | Crawley     | 35,4%         | 64,6%            |
|             | Inghilterra | 53,3%         | 46,7%            |
| Regno Unito | 51,9%       | 48,1%         |                  |